# Liste der Mitglieder des Politbüros des ZK der SED

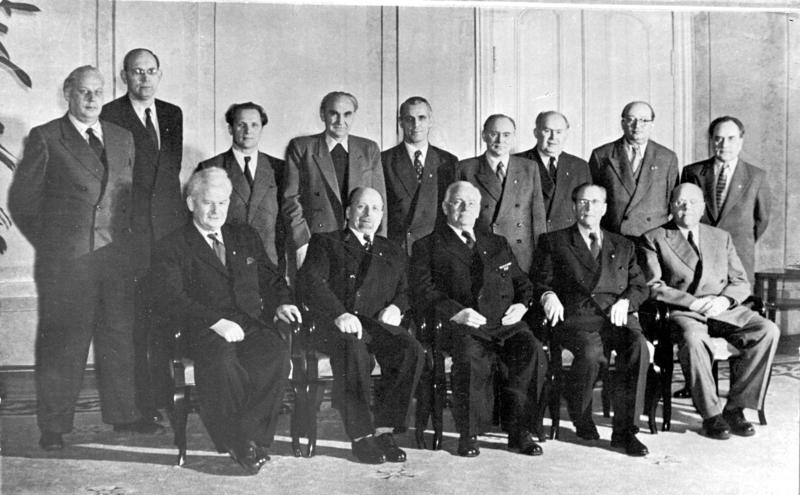
Das Politbüro des ZK der SED, Mitglieder und Kandidaten 1955

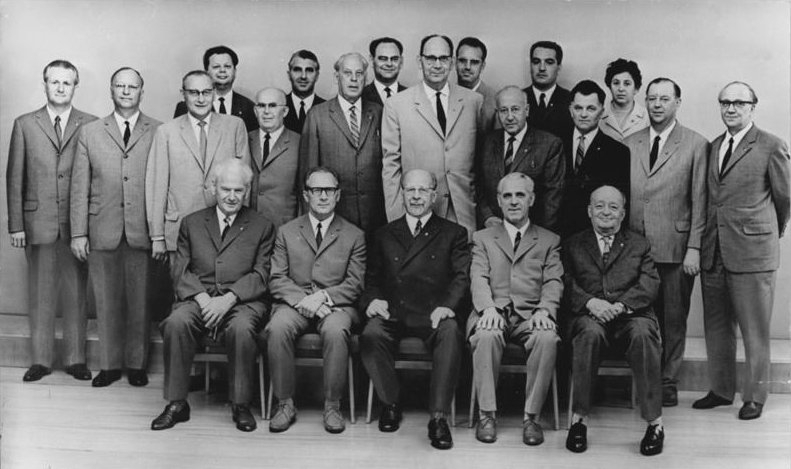
Das Politbüro des ZK der SED, Mitglieder und Kandidaten 1968

Dies ist eine Liste der Mitglieder des Politbüros des ZK der SED. Vorgänger war das Politbüro des Parteivorstandes der SED, dem vom 24. Januar 1949 bis 25. Juli 1950 Franz Dahlem, Friedrich Ebert, Otto Grotewohl, Helmut Lehmann, Paul Merker, Wilhelm Pieck und Walter Ulbricht angehörten.
Insgesamt gehörten dem SED-Politbüro in den knapp 40 Jahren seiner Existenz 46 Personen an, allesamt Männer.

## 1950–1954

### Zusammensetzung am 25. Juli 1950
| Name            | Alter | Mitglied seit | Funktion                                                                         | Anmerkung                  |
| --------------- | ----- | ------------- | -------------------------------------------------------------------------------- | -------------------------- |
| Franz Dahlem    | 58    | 1950          | für Westarbeit verantwortlich                                                    | Ausschluss am 13. Mai 1953 |
| Friedrich Ebert | 55    | 1950          | Berliner Oberbürgermeister                                                       |                            |
| Otto Grotewohl  | 55    | 1950          | Ministerpräsident                                                                |                            |
| Hermann Matern  | 57    | 1950          | Vorsitzender der Zentralen Parteikontrollkommission und Volkskammervizepräsident |                            |
| Fred Oelßner    | 47    | 1950          | Chefredakteur des SED-Organs Einheit                                             |                            |
| Wilhelm Pieck   | 74    | 1950          | Staatspräsident                                                                  |                            |
| Heinrich Rau    | 51    | 1950          | Vorsitzender der Staatlichen Plankommission                                      |                            |
| Walter Ulbricht | 57    | 1950          | Generalsekretär des ZK der SED                                                   |                            |
| Wilhelm Zaisser | 57    | 1950          | Minister für Staatssicherheit                                                    |                            |

### Zusammensetzung am 26. Juli 1953
Nach dem Aufstand vom 17. Juni 1953 wurden mit Karl Schirdewan und dem erst 39-jährigen Innenminister Willi Stoph zwei verhältnismäßig junge Funktionäre in das Politbüro gewählt. Im Politbüro waren bis auf den Präsidenten der Volkskammer alle wichtigen Staatsämter vereint. Wilhelm Zaisser wurde nicht wieder ins Politbüro gewählt. Somit war das Ministerium für Staatssicherheit, anders als das Ministerium für Nationale Verteidigung, im Politbüro nicht vertreten. Der Altersdurchschnitt der 9 Funktionäre betrug 56,4 Jahre. Dieser Schnitt wurde nie wieder erreicht.
| Name            | Alter | Mitglied seit | Funktion | Anmerkung                 |
| --------------- | ----- | ------------- | --- | ------------------------- |
| Friedrich Ebert | 58    | 1950          | Berliner Oberbürgermeister |                           |
| Otto Grotewohl  | 59    | 1950          | Ministerpräsident der DDR |                           |
| Hermann Matern  | 60    | 1950          | Vorsitzender der ZPKK und Volkskammervizepräsident |                           |
| Fred Oelßner    | 50    | 1950          | Chefredakteur des SED-Organs „Einheit“ bis 1956 stellvertretender Vorsitzender des Ministerrates Vorsitzender der Kommission für Konsumgüterproduktion und Versorgung der Bevölkerung beim Präsidium des Ministerrates |                           |
| Wilhelm Pieck   | 77    | 1950          | Staatspräsident |                           |
| Heinrich Rau    | 54    | 1950          | Minister für Maschinenbau, später Minister für Außenhandel und Innerdeutschen Handel stellvertretender Vorsitzender des Ministerrates                                                                                  |                           |
| Karl Schirdewan | 46    | 1953          | Sekretär für Kaderfragen im Sekretariat des ZK der SED | neu ins Politbüro gewählt |
| Willi Stoph     | 39    | 1953          | Innenminister und stellvertretender Vorsitzender des Ministerrates ab 1956 Minister für Nationale Verteidigung | neu ins Politbüro gewählt |
| Walter Ulbricht | 60    | 1950          | Erster Sekretär des ZK der SED stellvertretender Vorsitzender des Ministerrates |                           |

## 1954–1958

### Zusammensetzung am 3. Februar 1958
Anlass dieser Tagung war maßgeblich die Amtsenthebung von Karl Schirdewan und Fred Oelßner. Schirdewan, politischer Konkurrent Ulbrichts, scheiterte an seinen Bemühungen um die Entstalinisierung. Auch Oelßner fiel im Soge dieser Affäre, die auch Ernst Wollweber betraf, in Ungnade. Neu ins Politbüro wurde der Sekretär des ZK der SED, der 48-jährige Alfred Neumann, gewählt. Er sollte zu den langjährigsten Politbüromitgliedern gehören. Der Altersdurchschnitt der 8 Funktionäre um den 82-jährigen Staatspräsidenten Wilhelm Pieck betrug 60,6 Jahre.
| Name            | Alter | Mitglied seit | Funktion                                                                                            | Anmerkung                 |
| --------------- | ----- | ------------- | --------------------------------------------------------------------------------------------------- | ------------------------- |
| Friedrich Ebert | 63    | 1950          | Berliner Oberbürgermeister                                                                          |                           |
| Otto Grotewohl  | 63    | 1950          | Ministerpräsident                                                                                   |                           |
| Hermann Matern  | 64    | 1950          | Vorsitzender der ZPKK und Volkskammervizepräsident                                                  |                           |
| Alfred Neumann  | 48    | 1958          | Mitglied des Sekretariats des ZK der SED                                                            | neu ins Politbüro gewählt |
| Wilhelm Pieck   | 82    | 1950          | Staatspräsident                                                                                     |                           |
| Heinrich Rau    | 58    | 1950          | Minister für Außenhandel und Innerdeutschen Handel stellvertretender Vorsitzender des Ministerrates |                           |
| Willi Stoph     | 43    | 1953          | Minister für Nationale Verteidigung                                                                 |                           |
| Walter Ulbricht | 64    | 1950          | Erster Sekretär des ZK der SED Erster stellvertretender Vorsitzender des Ministerrates              |                           |

## 1958–1963

### Zusammensetzung am 16. Juli 1958
Nach dem V. Parteitag der SED wurden erstmals fünf neue Politbüro-Mitglieder ernannt, und auch der Vorsitzende der größten DDR-Massenorganisation, des FDGB, war nun im Politbüro integriert. Nach dem Tod von Wilhelm Pieck wurde 1960 der Staatsrat der DDR geschaffen, Walter Ulbricht wurde Vorsitzender des Staatsrates sowie des ebenfalls neu geschaffenen Nationalen Verteidigungsrates. Das Durchschnittsalter der 13 Funktionäre betrug 56,8 Jahre.
| Name                | Alter | Mitglied seit | Funktion | Anmerkung                                                                                               |
| ------------------- | ----- | ------------- | --- | --- |
| Friedrich Ebert     | 63    | 1950          | Berliner Oberbürgermeister Mitglied des Staatsrates (ab 1960) | |
| Otto Grotewohl      | 64    | 1950          | Ministerpräsident Mitglied des Staatsrates (ab 1960) Mitglied des Nationalen Verteidigungsrates (ab 1960) | |
| Erich Honecker      | 45    | 1958          | Sekretär für Sicherheitsfragen im ZK der SED Mitglied des Nationalen Verteidigungsrates (ab 1960) | neu ins Politbüro gewählt                                                                               |
| Hermann Matern      | 65    | 1950          | Vorsitzender der ZPKK und Volkskammervizepräsident Mitglied des Nationalen Verteidigungsrates (ab 1960) | |
| Bruno Max Leuschner | 47    | 1958          | Vorsitzender der Staatlichen Plankommission bis 1961 stellvertretender Vorsitzender des Ministerrates ab 1962 Vertreter der DDR beim RGW Mitglied des Staatsrates (ab 1960) Mitglied des Nationalen Verteidigungsrates (ab 1960)                                                                                           | neu ins Politbüro gewählt 1961 seiner Funktion als Vorsitzender der Staatlichen Plankommission enthoben |
| Erich Mückenberger  | 48    | 1958          | Sekretär des ZK der SED | neu ins Politbüro gewählt                                                                               |
| Alfred Neumann      | 48    | 1958          | Sekretär des ZK der SED ab 1961 Vorsitzender des Volkswirtschaftsrates Mitglied des Nationalen Verteidigungsrates (ab 1960) | |
| Albert Norden       | 53    | 1958          | Sekretär für Agitation und Auslandsinformation im ZK der SED Mitglied des Nationalen Verteidigungsrates (ab 1960) | neu ins Politbüro gewählt                                                                               |
| Wilhelm Pieck       | 82    | 1950          | Staatspräsident | 7. September 1960 verstorben                                                                            |
| Heinrich Rau        | 59    | 1950          | Minister für Außenhandel und Innerdeutschen Handel stellvertretender Vorsitzender des Ministerrates | am 23. März 1961 verstorben                                                                             |
| Willi Stoph         | 44    | 1953          | Minister für Nationale Verteidigung bis 1960 Beauftragter für die Koordinierung und Kontrolle der Durchführung der Beschlüsse des ZK der SED und des Ministerrates im Staatsapparat von 1960 bis 1962 Erster stellvertretender Vorsitzender des Ministerrates ab 1962 Mitglied des Nationalen Verteidigungsrates (ab 1960) | |
| Walter Ulbricht     | 65    | 1950          | Erster Sekretär des ZK der SED Erster stellvertretender Vorsitzender des Ministerrates (bis 1960) ab 1960 Vorsitzender des Staatsrates und des Nationalen Verteidigungsrates | |
| Herbert Warnke      | 56    | 1958          | FDGB-Vorsitzender | neu ins Politbüro gewählt                                                                               |

## 1963–1967

### Zusammensetzung am 21. Januar 1963
Nach dem VI. Parteitag der SED behielten alle noch lebenden Politbüromitglieder ihr Amt. Für die verstorbenen Rau und Pieck wurden mit Paul Fröhlich, Kurt Hager und Paul Verner drei neue Mitglieder gewählt, darunter zwei 1. Bezirkssekretäre. Vom ZK gehörten immerhin 5 von 9 Sekretären dem Politbüro an. Bis zur nächsten personellen Veränderung verstarben Otto Grotewohl und Bruno Leuschner. Die Nachfolge beim Vorsitz des Ministerrates wurde dabei mit Willi Stoph politbürointern geregelt. Das Durchschnittsalter der Funktionäre betrug 56,8 Jahre.
| Name                | Alter | Mitglied seit | Funktion | Anmerkung                        |
| ------------------- | ----- | ------------- | --- | -------------------------------- |
| Friedrich Ebert     | 68    | 1950          | Berliner Oberbürgermeister Mitglied des Staatsrates |                                  |
| Paul Fröhlich       | 49    | 1963          | 1. Sekretär der SED-Bezirksleitung Leipzig | neu ins Politbüro gewählt        |
| Otto Grotewohl      | 66    | 1950          | Vorsitzender des Ministerrates Mitglied des Staatsrates | am 21. September 1964 verstorben |
| Kurt Hager          | 50    | 1963          | Sekretär für Wissenschaft, Kultur und Bildung im ZK der SED | neu ins Politbüro gewählt        |
| Erich Honecker      | 50    | 1958          | Sekretär für Sicherheits- und Kaderfragen im ZK der SED Mitglied des Nationalen Verteidigungsrates                                                             |                                  |
| Bruno Max Leuschner | 52    | 1958          | stellvertretender Vorsitzender des Ministerrates ständiger Vertreter der DDR im Exekutivkomitee des RGW Mitglied des Nationalen Verteidigungsrates             | am 10. Februar 1965 verstorben   |
| Hermann Matern      | 69    | 1950          | Vorsitzender der ZPKK und Volkskammervizepräsident Mitglied des Nationalen Verteidigungsrates                                                                  |                                  |
| Erich Mückenberger  | 52    | 1958          | 1. Sekretär der SED-Bezirksleitung Frankfurt/Oder |                                  |
| Alfred Neumann      | 53    | 1958          | Vorsitzender des Volkswirtschaftsrates ab 1965 Minister für Materialwirtschaft Mitglied des Nationalen Verteidigungsrates                                      |                                  |
| Albert Norden       | 58    | 1958          | Sekretär für Agitation und Auslandsinformation im ZK der SED Mitglied des Nationalen Verteidigungsrates                                                        |                                  |
| Willi Stoph         | 48    | 1953          | 1. Stellvertretender Vorsitzender des Ministerrates ab 1964 Vorsitzender des Ministerrates Mitglied des Staatsrates Mitglied des Nationalen Verteidigungsrates |                                  |
| Walter Ulbricht     | 69    | 1950          | Erster Sekretär des ZK der SED Staatsratsvorsitzender Vorsitzender des Nationalen Verteidigungsrates                                                           |                                  |
| Paul Verner         | 51    | 1963          | 1. Sekretär der SED-Bezirksleitung Berlin Sekretär für Gesundheitspolitik beim ZK der SED                                                                      | neu ins Politbüro gewählt        |
| Herbert Warnke      | 60    | 1958          | FDGB-Vorsitzender |                                  |

### Zusammensetzung am 15. September 1966
Nach dem Scheitern des Volkswirtschaftsrates wurden 2 Wirtschaftsexperten in das Politbüro gewählt: Gerhard Grüneberg sowie der noch verhältnismäßig junge Günter Mittag. Durch das Ableben von Grotewohl und Leuschner veränderte sich so die Gesamtzahl von 14 Funktionären nicht. Mit den beiden Neulingen waren nunmehr 7 von 10 ZK-Sekretären Politbüromitglieder. Das Durchschnittsalter der Funktionäre betrug 57,6 Jahre.
| Name               | Alter | Mitglied seit | Funktion | Anmerkung                 |
| ------------------ | ----- | ------------- | --- | ------------------------- |
| Friedrich Ebert    | 71    | 1950          | Berliner Oberbürgermeister Mitglied des Staatsrates |                           |
| Paul Fröhlich      | 53    | 1963          | 1. Sekretär der SED-Bezirksleitung Leipzig |                           |
| Gerhard Grüneberg  | 45    | 1966          | Sekretär für Landwirtschaft sowie Staats- und Rechtsfragen beim ZK der SED                                                                                     | neu ins Politbüro gewählt |
| Kurt Hager         | 54    | 1963          | Sekretär für Wissenschaft, Kultur und Bildung im ZK der SED |                           |
| Erich Honecker     | 54    | 1958          | Sekretär für Sicherheits- und Kaderfragen im ZK der SED Mitglied des Nationalen Verteidigungsrates                                                             |                           |
| Hermann Matern     | 73    | 1950          | Vorsitzender der ZPKK und Volkskammervizepräsident Mitglied des Nationalen Verteidigungsrates                                                                  |                           |
| Günter Mittag      | 39    | 1966          | Sekretär für Bauwesen, Forschung und technische Entwicklung, Gewerkschaften und Sozialpolitik sowie Grundstoffindustrie im ZK der SED Mitglied des Staatsrates | neu ins Politbüro gewählt |
| Erich Mückenberger | 56    | 1958          | 1. Sekretär der SED-Bezirksleitung Frankfurt/Oder |                           |
| Alfred Neumann     | 56    | 1958          | Minister für Materialwirtschaft Mitglied des Nationalen Verteidigungsrates                                                                                     |                           |
| Albert Norden      | 61    | 1958          | Sekretär für Auslandsinformation im ZK der SED Mitglied des Nationalen Verteidigungsrates                                                                      |                           |
| Willi Stoph        | 52    | 1953          | Vorsitzender des Ministerrates Mitglied des Staatsrates Mitglied des Nationalen Verteidigungsrates                                                             |                           |
| Walter Ulbricht    | 73    | 1950          | Erster Sekretär des ZK der SED Staatsratsvorsitzender Vorsitzender des Nationalen Verteidigungsrates                                                           |                           |
| Paul Verner        | 55    | 1963          | 1. Sekretär der SED-Bezirksleitung Berlin |                           |
| Herbert Warnke     | 64    | 1958          | FDGB-Vorsitzender |                           |

## 1967–1971

### Zusammensetzung am 22. April 1967
Durch den VII. Parteitag der SED wurde das bestehende Politbüro bestätigt. Neu hinzu kam Horst Sindermann, SED-Bezirkschef des wichtigen Chemiebezirks Halle (Saale). Somit erhöhte sich die Zahl der Politbüromitglieder auf 15. Ihr Altersdurchschnitt betrug 57,7 Jahre.
| Name               | Alter | Mitglied seit | Funktion | Anmerkung                        |
| ------------------ | ----- | ------------- | --- | -------------------------------- |
| Friedrich Ebert    | 72    | 1950          | Mitglied des Staatsrates |                                  |
| Paul Fröhlich      | 54    | 1963          | 1. Sekretär der SED-Bezirksleitung Leipzig | am 19. September 1970 verstorben |
| Gerhard Grüneberg  | 45    | 1966          | Sekretär für Landwirtschaft sowie Staats- und Rechtsfragen beim ZK der SED                                                                                     |                                  |
| Kurt Hager         | 55    | 1963          | Sekretär für Wissenschaft, Kultur und Bildung im ZK der SED |                                  |
| Erich Honecker     | 55    | 1958          | Sekretär für Sicherheits- und Kaderfragen im ZK der SED Mitglied des Nationalen Verteidigungsrates                                                             |                                  |
| Hermann Matern     | 73    | 1950          | Vorsitzender der ZPKK und Volkskammervizepräsident Mitglied des Nationalen Verteidigungsrates                                                                  |                                  |
| Günter Mittag      | 40    | 1966          | Sekretär für Bauwesen, Forschung und technische Entwicklung, Gewerkschaften und Sozialpolitik sowie Grundstoffindustrie im ZK der SED Mitglied des Staatsrates |                                  |
| Erich Mückenberger | 56    | 1958          | 1. Sekretär der SED-Bezirksleitung Frankfurt/Oder |                                  |
| Alfred Neumann     | 57    | 1958          | Minister für Materialwirtschaft ab 1968 Erster Stellvertreter des Vorsitzenden des Ministerrates Mitglied des Nationalen Verteidigungsrates                    |                                  |
| Albert Norden      | 62    | 1958          | Sekretär für Auslandsinformation im ZK der SED Mitglied des Nationalen Verteidigungsrates                                                                      |                                  |
| Horst Sindermann   | 51    | 1967          | 1. Sekretär der SED-Bezirksleitung Halle (Saale) | neu ins Politbüro gewählt        |
| Willi Stoph        | 52    | 1953          | Vorsitzender des Ministerrates Mitglied des Staatsrates Mitglied des Nationalen Verteidigungsrates                                                             |                                  |
| Walter Ulbricht    | 73    | 1950          | Erster Sekretär des ZK der SED Staatsratsvorsitzender Vorsitzender des Nationalen Verteidigungsrates                                                           |                                  |
| Paul Verner        | 55    | 1963          | 1. Sekretär der SED-Bezirksleitung Berlin |                                  |
| Herbert Warnke     | 65    | 1958          | FDGB-Vorsitzender |                                  |

### Zusammensetzung am 11. Dezember 1970
Nach über 3 Jahren personeller Kontinuität wurde ZK-Sekretär Hermann Axen zum Nachfolger des kurz zuvor verstorbenen Paul Fröhlich gewählt. Der Altersdurchschnitt der 15 Funktionäre betrug 61,1 Jahre. Allein 5 Mitglieder waren nunmehr älter als 65 Jahre.
| Name               | Alter | Mitglied seit | Funktion | Anmerkung                     |
| ------------------ | ----- | ------------- | --- | ----------------------------- |
| Hermann Axen       | 54    | 1970          | Sekretär für Internationale Verbindungen, Internationale Politik und Wirtschaft sowie Auslandsinformation beim ZK der SED                                      | neu ins Politbüro gewählt     |
| Friedrich Ebert    | 76    | 1950          | Mitglied des Staatsrates |                               |
| Gerhard Grüneberg  | 49    | 1966          | Sekretär für Landwirtschaft sowie Staats- und Rechtsfragen beim ZK der SED                                                                                     |                               |
| Kurt Hager         | 58    | 1963          | Sekretär für Wissenschaft, Kultur und Bildung im ZK der SED |                               |
| Erich Honecker     | 58    | 1958          | Sekretär für Sicherheits- und Kaderfragen im ZK der SED Mitglied des Nationalen Verteidigungsrates                                                             |                               |
| Hermann Matern     | 77    | 1950          | Vorsitzender der ZPKK und Volkskammervizepräsident Mitglied des Nationalen Verteidigungsrates                                                                  | am 24. Januar 1971 verstorben |
| Günter Mittag      | 44    | 1966          | Sekretär für Bauwesen, Forschung und technische Entwicklung, Gewerkschaften und Sozialpolitik sowie Grundstoffindustrie im ZK der SED Mitglied des Staatsrates |                               |
| Erich Mückenberger | 60    | 1958          | 1. Sekretär der SED-Bezirksleitung Frankfurt/Oder |                               |
| Alfred Neumann     | 60    | 1958          | Erster Stellvertreter des Vorsitzenden des Ministerrates Mitglied des Nationalen Verteidigungsrates                                                            |                               |
| Albert Norden      | 66    | 1958          | Sekretär für Auslandsinformation im ZK der SED Mitglied des Nationalen Verteidigungsrates                                                                      |                               |
| Horst Sindermann   | 55    | 1967          | 1. Sekretär der SED-Bezirksleitung Halle (Saale) |                               |
| Willi Stoph        | 56    | 1953          | Vorsitzender des Ministerrates Mitglied des Staatsrates Mitglied des Nationalen Verteidigungsrates                                                             |                               |
| Walter Ulbricht    | 77    | 1950          | Erster Sekretär des ZK der SED Staatsratsvorsitzender Vorsitzender des Nationalen Verteidigungsrates                                                           |                               |
| Paul Verner        | 59    | 1963          | 1. Sekretär der SED-Bezirksleitung Berlin |                               |
| Herbert Warnke     | 68    | 1958          | FDGB-Vorsitzender |                               |

### Zusammensetzung am 3. Mai 1971
Auf dieser ZK-Tagung reichte Walter Ulbricht offiziell seinen Rücktritt als Erster Sekretär des ZK der SED ein. Zuvor hatte sich eine Mehrheit im Politbüro gegen ihn ausgesprochen und dies in Moskau auch so durchsetzen können. Nachfolger wurde Erich Honecker. Ulbricht blieb noch Staatsratsvorsitzender. Zudem starb mit Hermann Matern im Januar 71 ein langjähriges Politbüromitglied.
| Name               | Alter | Mitglied seit | Funktion | Anmerkung |
| ------------------ | ----- | ------------- | --- | --------- |
| Hermann Axen       | 54    | 1970          | Sekretär für Internationale Verbindungen, Internationale Politik und Wirtschaft sowie Auslandsinformation beim ZK der SED                                      |           |
| Friedrich Ebert    | 76    | 1950          | Mitglied des Staatsrates |           |
| Gerhard Grüneberg  | 49    | 1966          | Sekretär für Landwirtschaft sowie Staats- und Rechtsfragen beim ZK der SED                                                                                     |           |
| Kurt Hager         | 58    | 1963          | Sekretär für Wissenschaft, Kultur und Bildung im ZK der SED |           |
| Erich Honecker     | 58    | 1958          | Erster Sekretär des ZK der SED Sekretär für Sicherheits- und Kaderfragen im ZK der SED Vorsitzender des Nationalen Verteidigungsrates                          |           |
| Günter Mittag      | 44    | 1966          | Sekretär für Bauwesen, Forschung und technische Entwicklung, Gewerkschaften und Sozialpolitik sowie Grundstoffindustrie im ZK der SED Mitglied des Staatsrates |           |
| Erich Mückenberger | 60    | 1958          | 1. Sekretär der SED-Bezirksleitung Frankfurt/Oder |           |
| Alfred Neumann     | 60    | 1958          | Erster Stellvertreter des Vorsitzenden des Ministerrates Mitglied des Nationalen Verteidigungsrates                                                            |           |
| Albert Norden      | 66    | 1958          | Sekretär für Auslandsinformation im ZK der SED Mitglied des Nationalen Verteidigungsrates                                                                      |           |
| Horst Sindermann   | 55    | 1967          | 1. Sekretär der SED-Bezirksleitung Halle (Saale) |           |
| Willi Stoph        | 56    | 1953          | Vorsitzender des Ministerrates Mitglied des Staatsrates Mitglied des Nationalen Verteidigungsrates                                                             |           |
| Walter Ulbricht    | 77    | 1950          | Vorsitzender der SED Staatsratsvorsitzender Mitglied des Nationalen Verteidigungsrates                                                                         |           |
| Paul Verner        | 59    | 1963          | 1. Sekretär der SED-Bezirksleitung Berlin |           |
| Herbert Warnke     | 68    | 1958          | FDGB-Vorsitzender |           |

## 1971–1976

### Zusammensetzung am 19. Juni 1971
Der VIII. Parteitag der SED bestätigte den Machtwechsel von Ulbricht zu Honecker und legitimierte den Verjüngungskurs des Ersten Sekretärs. Mit Werner Krolikowski und Werner Lamberz wurden 2 noch recht junge Mitglieder neu gewählt. Insbesondere Krolikowski erreichte als Funktionär innerhalb kurzer Zeit eine Spitzenposition. Er war, im Gegensatz zu Lamberz, vor seiner Wahl weder ZK-Sekretär noch Kandidat des Politbüros gewesen. Zudem gab es einen regen Wechsel von Parteifunktionen. Nunmehr waren 8 von 11 ZK-Sekretären Politbüromitglieder. Das Durchschnittsalter der 16 Funktionäre betrug 58,1 Jahre.
| Name               | Alter | Mitglied seit | Funktion | Anmerkung                    |
| ------------------ | ----- | ------------- | --- | ---------------------------- |
| Hermann Axen       | 55    | 1970          | Sekretär für Internationale Verbindungen, Internationale Politik und Wirtschaft sowie Auslandsinformation beim ZK der SED                                      |                              |
| Friedrich Ebert    | 76    | 1950          | stellvertretender Staatsratsvorsitzender Vorsitzender der SED-Volkskammerfraktion Mitglied des Staatsrates                                                     |                              |
| Gerhard Grüneberg  | 49    | 1966          | Sekretär für Landwirtschaft beim ZK der SED |                              |
| Kurt Hager         | 58    | 1963          | Sekretär für Gesundheitspolitik beim ZK der SED |                              |
| Erich Honecker     | 58    | 1958          | Erster Sekretär des ZK der SED Sekretär für Sicherheits- und Kaderfragen im ZK der SED Mitglied des Staatsrates Vorsitzender des Nationalen Verteidigungsrates |                              |
| Werner Krolikowski | 43    | 1971          | 1. Sekretär der SED-Bezirksleitung Dresden | neu ins Politbüro gewählt    |
| Werner Lamberz     | 42    | 1971          | Sekretär für Agitation beim ZK der SED | neu ins Politbüro gewählt    |
| Günter Mittag      | 44    | 1966          | Sekretär für Bauwesen, Forschung und technische Entwicklung, Gewerkschaften und Sozialpolitik sowie Grundstoffindustrie im ZK der SED                          |                              |
| Erich Mückenberger | 61    | 1958          | Vorsitzender der ZPKK |                              |
| Alfred Neumann     | 61    | 1958          | Erster Stellvertreter des Vorsitzenden des Ministerrates Mitglied des Nationalen Verteidigungsrates                                                            |                              |
| Albert Norden      | 66    | 1958          | Sekretär für Auslandsinformation und Befreundete Parteien im ZK der SED Mitglied des Nationalen Verteidigungsrates                                             |                              |
| Horst Sindermann   | 55    | 1967          | stellvertretender Vorsitzender des Ministerrates Mitglied des Nationalen Verteidigungsrates (ab 1972)                                                          |                              |
| Willi Stoph        | 56    | 1953          | Vorsitzender des Ministerrates stellvertretender Staatsratsvorsitzender Mitglied des Staatsrates Mitglied des Nationalen Verteidigungsrates                    |                              |
| Walter Ulbricht    | 77    | 1950          | Staatsratsvorsitzender Vorsitzender der SED Mitglied des Nationalen Verteidigungsrates                                                                         | am 1. August 1973 verstorben |
| Paul Verner        | 60    | 1963          | Sekretär für Finanzverwaltung und Parteibetriebe beim ZK der SED Mitglied des Staatsrates                                                                      |                              |
| Herbert Warnke     | 69    | 1958          | FDGB-Vorsitzender Mitglied des Staatsrates |                              |

### Zusammensetzung am 2. Oktober 1973
Nach dem Tod von Walter Ulbricht am 1. August 1973 konnte Honecker auf der nächstfolgenden ZK-Tagung das Politbüro nach seinem Gutdünken umgestalten. Verteidigungsminister Heinz Hoffmann wurde neu ins Politbüro gewählt, somit war die Armeeführung erstmals seit 1960 wieder direkt im Politbüro vertreten. Günter Mittag jedoch fiel zunächst in Ungnade. Er behielt zwar seinen Sitz im Politbüro, wurde aber als ZK-Sekretär von seinen Funktionen entbunden. Willi Stoph wurde Staatsratsvorsitzender, Horst Sindermann Vorsitzender des Ministerrates. Diese Ämter wurden am darauffolgenden 3. Oktober 1973 von der Volkskammer auch parlamentarisch legitimiert. Das Durchschnittsalter der 16 Funktionäre betrug 59,3 Jahre.
| Name               | Alter | Mitglied seit | Funktion | Anmerkung                   |
| ------------------ | ----- | ------------- | --- | --------------------------- |
| Hermann Axen       | 57    | 1970          | Sekretär für Internationale Verbindungen, Internationale Politik und Wirtschaft sowie Auslandsinformation beim ZK der SED                                                     |                             |
| Friedrich Ebert    | 78    | 1950          | stellvertretender Staatsratsvorsitzender Vorsitzender der SED-Volkskammerfraktion Mitglied des Staatsrates                                                                    |                             |
| Gerhard Grüneberg  | 52    | 1966          | Sekretär für Landwirtschaft beim ZK der SED |                             |
| Kurt Hager         | 61    | 1963          | Sekretär für Gesundheitspolitik beim ZK der SED |                             |
| Heinz Hoffmann     | 62    | 1973          | Minister für Nationale Verteidigung der DDR Mitglied des Nationalen Verteidigungsrates                                                                                        | neu ins Politbüro gewählt   |
| Erich Honecker     | 61    | 1958          | Erster Sekretär des ZK der SED Sekretär für Sicherheits- und Kaderfragen im ZK der SED Mitglied des Staatsrates Vorsitzender des Nationalen Verteidigungsrates                |                             |
| Werner Krolikowski | 45    | 1971          | Sekretär für Bauwesen, Forschung und technische Entwicklung, Gewerkschaften und Sozialpolitik, Grundstoffindustrie beim ZK der SED Mitglied des Nationalen Verteidigungsrates |                             |
| Werner Lamberz     | 44    | 1971          | Sekretär für Agitation beim ZK der SED |                             |
| Günter Mittag      | 46    | 1966          | Erster Stellvertreter des Vorsitzenden des Ministerrates |                             |
| Erich Mückenberger | 63    | 1958          | Vorsitzender der ZPKK |                             |
| Alfred Neumann     | 63    | 1958          | Erster Stellvertreter des Vorsitzenden des Ministerrates Mitglied des Nationalen Verteidigungsrates                                                                           |                             |
| Albert Norden      | 68    | 1958          | Sekretär für Auslandsinformation und Befreundete Parteien im ZK der SED Mitglied des Nationalen Verteidigungsrates                                                            |                             |
| Horst Sindermann   | 58    | 1967          | Vorsitzender des Ministerrates Mitglied des Nationalen Verteidigungsrates |                             |
| Willi Stoph        | 59    | 1953          | Staatsratsvorsitzender Mitglied des Nationalen Verteidigungsrates |                             |
| Paul Verner        | 62    | 1963          | Sekretär für Finanzverwaltung und Parteibetriebe beim ZK der SED Mitglied des Staatsrates                                                                                     |                             |
| Herbert Warnke     | 71    | 1958          | FDGB-Vorsitzender Mitglied des Staatsrates | am 26. März 1975 verstorben |

### Zusammensetzung am 5. Juni 1975
Für den am 26. März 1975 verstorbenen Herbert Warnke wurde als Nachfolger Harry Tisch gewählt, der auch neuer FDGB-Vorsitzender wurde. Das Durchschnittsalter der 16 Funktionäre erhöhte sich trotz des erst 48-jährigen Tisch dennoch auf 59,4 Jahre, da mittlerweile 9 Mitglieder 60 und älter waren.
| Name               | Alter | Mitglied seit | Funktion | Anmerkung                 |
| ------------------ | ----- | ------------- | --- | ------------------------- |
| Hermann Axen       | 59    | 1970          | Sekretär für Internationale Verbindungen, Internationale Politik und Wirtschaft sowie Auslandsinformation beim ZK der SED                                                     |                           |
| Friedrich Ebert    | 80    | 1950          | stellvertretender Staatsratsvorsitzender Vorsitzender der SED-Volkskammerfraktion Mitglied des Staatsrates                                                                    |                           |
| Gerhard Grüneberg  | 53    | 1966          | Sekretär für Landwirtschaft beim ZK der SED |                           |
| Kurt Hager         | 62    | 1963          | Sekretär für Gesundheitspolitik beim ZK der SED |                           |
| Heinz Hoffmann     | 64    | 1973          | Minister für Nationale Verteidigung der DDR Mitglied des Nationalen Verteidigungsrates                                                                                        |                           |
| Erich Honecker     | 62    | 1958          | Erster Sekretär des ZK der SED Sekretär für Sicherheits- und Kaderfragen im ZK der SED Mitglied des Staatsrates Vorsitzender des Nationalen Verteidigungsrates                |                           |
| Werner Krolikowski | 47    | 1971          | Sekretär für Bauwesen, Forschung und technische Entwicklung, Gewerkschaften und Sozialpolitik, Grundstoffindustrie beim ZK der SED Mitglied des Nationalen Verteidigungsrates |                           |
| Werner Lamberz     | 46    | 1971          | Sekretär für Agitation beim ZK der SED |                           |
| Günter Mittag      | 48    | 1966          | Erster Stellvertreter des Vorsitzenden des Ministerrates |                           |
| Erich Mückenberger | 64    | 1958          | Vorsitzender der ZPKK |                           |
| Alfred Neumann     | 64    | 1958          | Erster Stellvertreter des Vorsitzenden des Ministerrates Mitglied des Nationalen Verteidigungsrates                                                                           |                           |
| Albert Norden      | 70    | 1958          | Sekretär für Auslandsinformation und Befreundete Parteien im ZK der SED Mitglied des Nationalen Verteidigungsrates                                                            |                           |
| Horst Sindermann   | 59    | 1967          | Vorsitzender des Ministerrates Mitglied des Nationalen Verteidigungsrates |                           |
| Willi Stoph        | 60    | 1953          | Staatsratsvorsitzender Mitglied des Nationalen Verteidigungsrates |                           |
| Harry Tisch        | 48    | 1975          | FDGB-Vorsitzender | neu ins Politbüro gewählt |
| Paul Verner        | 64    | 1963          | Sekretär für Finanzverwaltung und Parteibetriebe beim ZK der SED Mitglied des Staatsrates                                                                                     |                           |

## 1976–1981

### Zusammensetzung am 22. Mai 1976
Nach dem IX. Parteitag wurde das bestehende Politbüro in seiner Zusammensetzung bestätigt sowie um 3 neue Mitglieder auf 19 erweitert. Die Neulinge waren Werner Felfe (48) und Konrad Naumann (47), sowie der bereits 68-jährige Minister für Staatssicherheit der DDR, Erich Mielke. Somit war das MfS erstmals seit 1953 durch seinen Minister wieder direkt im Politbüro vertreten. Der Titel des Ersten Sekretärs des ZK der SED wurde in Generalsekretär umbenannt. Nach den Volkskammerwahlen vom Oktober 1976 erreichte die SED zudem die totale Machtfülle. Erich Honecker wurde Staatsratsvorsitzender, Willi Stoph wieder Vorsitzender des Ministerrates und Horst Sindermann Volkskammerpräsident. Dieses Amt war bis dahin den Blockparteien verblieben. Trotz der partiellen Verjüngung betrug das Durchschnittsalter nun 59,6 Jahre.
| Name               | Alter | Mitglied seit | Funktion | Anmerkung                 |
| ------------------ | ----- | ------------- | --- | ------------------------- |
| Hermann Axen       | 63    | 1970          | Sekretär für Internationale Verbindungen, Internationale Politik und Wirtschaft sowie Auslandsinformation beim ZK der SED                                    |                           |
| Friedrich Ebert    | 81    | 1950          | stellvertretender Staatsratsvorsitzender Vorsitzender der SED-Volkskammerfraktion Mitglied des Staatsrates                                                   |                           |
| Werner Felfe       | 48    | 1976          | 1. Sekretär der SED-Bezirksleitung Halle (Saale) Mitglied des Nationalen Verteidigungsrates                                                                  | neu ins Politbüro gewählt |
| Gerhard Grüneberg  | 54    | 1966          | Sekretär für Landwirtschaft beim ZK der SED |                           |
| Kurt Hager         | 63    | 1963          | Sekretär für Wissenschaft, Volksbildung und Kultur Mitglied des Staatsrates                                                                                  |                           |
| Heinz Hoffmann     | 65    | 1973          | Minister für Nationale Verteidigung der DDR |                           |
| Erich Honecker     | 63    | 1958          | Generalsekretär des ZK der SED Sekretär für Sicherheits- und Kaderfragen im ZK der SED Vorsitzender des Nationalen Verteidigungsrates Staatsratsvorsitzender |                           |
| Werner Krolikowski | 48    | 1971          | Erster Stellvertreter des Vorsitzenden des Ministerrates Mitglied des Nationalen Verteidigungsrates                                                          |                           |
| Werner Lamberz     | 47    | 1971          | Sekretär für Agitation beim ZK der SED | 6. März 1978 verstorben   |
| Erich Mielke       | 68    | 1976          | Minister für Staatssicherheit der DDR | neu ins Politbüro gewählt |
| Günter Mittag      | 49    | 1966          | Sekretär für Bauwesen, Forschung und technische Entwicklung, Gewerkschaften und Sozialpolitik, Grundstoffindustrie beim ZK der SED Mitglied des Staatsrates  |                           |
| Erich Mückenberger | 65    | 1958          | Vorsitzender der ZPKK |                           |
| Konrad Naumann     | 47    | 1976          | 1. Sekretär der SED-Bezirksleitung Berlin | neu ins Politbüro gewählt |
| Alfred Neumann     | 66    | 1958          | Erster Stellvertreter des Vorsitzenden des Ministerrates |                           |
| Albert Norden      | 71    | 1958          | Sekretär für Auslandsinformation und Befreundete Parteien im ZK der SED Mitglied des Staatsrates Mitglied des Nationalen Verteidigungsrates                  |                           |
| Horst Sindermann   | 60    | 1967          | Volkskammerpräsident Mitglied des Staatsrates Mitglied des Nationalen Verteidigungsrates                                                                     |                           |
| Willi Stoph        | 61    | 1953          | Vorsitzender des Ministerrates Mitglied des Staatsrates Mitglied des Nationalen Verteidigungsrates                                                           |                           |
| Harry Tisch        | 49    | 1975          | FDGB-Vorsitzender Mitglied des Staatsrates |                           |
| Paul Verner        | 65    | 1963          | Sekretär für Finanzverwaltung und Parteibetriebe beim ZK der SED Mitglied des Staatsrates                                                                    |                           |

### Zusammensetzung am 25. Mai 1978
Nach dem Tode des von vielen als Hoffnungsträger angesehenen Werner Lamberz bei einem Hubschrauberabsturz in Libyen wurde der damalige ND-Chefredakteur und Politbürokandidat Joachim Hermann zum Vollmitglied gewählt. Die Überalterung der Funktionärsriege ging jedoch unaufhaltsam weiter, wenn auch ihr Nestor Friedrich Ebert mit 85 Jahren im Dezember 1979 verstarb. Bis dahin hatten die Funktionäre ein Durchschnittsalter von 62,0 Jahren.
| Name               | Alter | Mitglied seit | Funktion | Anmerkung                      |
| ------------------ | ----- | ------------- | --- | ------------------------------ |
| Hermann Axen       | 62    | 1970          | Sekretär für Internationale Verbindungen, Internationale Politik und Wirtschaft sowie Auslandsinformation beim ZK der SED                                    |                                |
| Friedrich Ebert    | 83    | 1950          | stellvertretender Staatsratsvorsitzender Vorsitzender der SED-Volkskammerfraktion Mitglied des Staatsrates                                                   | am 4. Dezember 1979 verstorben |
| Werner Felfe       | 50    | 1976          | 1. Sekretär der SED-Bezirksleitung Halle (Saale) Mitglied des Nationalen Verteidigungsrates                                                                  |                                |
| Gerhard Grüneberg  | 56    | 1966          | Sekretär für Landwirtschaft beim ZK der SED |                                |
| Kurt Hager         | 65    | 1963          | Sekretär für Wissenschaft, Volksbildung und Kultur Mitglied des Staatsrates                                                                                  |                                |
| Joachim Herrmann   | 49    | 1978          | Sekretär für Agitation und befreundete Parteien (ab 1979) beim ZK der SED                                                                                    | neu ins Politbüro gewählt      |
| Heinz Hoffmann     | 67    | 1973          | Minister für Nationale Verteidigung der DDR Mitglied des Nationalen Verteidigungsrates                                                                       |                                |
| Erich Honecker     | 65    | 1958          | Generalsekretär des ZK der SED Sekretär für Sicherheits- und Kaderfragen im ZK der SED Vorsitzender des Nationalen Verteidigungsrates Staatsratsvorsitzender |                                |
| Werner Krolikowski | 50    | 1971          | Erster Stellvertreter des Vorsitzenden des Ministerrates Mitglied des Nationalen Verteidigungsrates                                                          |                                |
| Erich Mielke       | 70    | 1976          | Minister für Staatssicherheit der DDR Mitglied des Nationalen Verteidigungsrates                                                                             |                                |
| Günter Mittag      | 51    | 1966          | Sekretär für Bauwesen, Forschung und technische Entwicklung, Gewerkschaften und Sozialpolitik, Grundstoffindustrie beim ZK der SED Mitglied des Staatsrates  |                                |
| Erich Mückenberger | 67    | 1958          | Vorsitzender der ZPKK |                                |
| Konrad Naumann     | 49    | 1976          | 1. Sekretär der SED-Bezirksleitung Berlin |                                |
| Alfred Neumann     | 68    | 1958          | Erster Stellvertreter des Vorsitzenden des Ministerrates Mitglied des Nationalen Verteidigungsrates                                                          |                                |
| Albert Norden      | 73    | 1958          | Sekretär für Auslandsinformation und Befreundete Parteien im ZK der SED Mitglied des Staatsrates Mitglied des Nationalen Verteidigungsrates (1979)           |                                |
| Horst Sindermann   | 62    | 1967          | Volkskammerpräsident Mitglied des Staatsrates Mitglied des Nationalen Verteidigungsrates                                                                     |                                |
| Willi Stoph        | 63    | 1953          | Vorsitzender des Ministerrates Mitglied des Staatsrates Mitglied des Nationalen Verteidigungsrates                                                           |                                |
| Harry Tisch        | 51    | 1975          | FDGB-Vorsitzender Mitglied des Staatsrates |                                |
| Paul Verner        | 67    | 1963          | Sekretär für Finanzverwaltung und Parteibetriebe beim ZK der SED Mitglied des Staatsrates                                                                    |                                |

### Zusammensetzung am 21. Mai 1980
Nach dem Tod von Friedrich Ebert am 4. Dezember 1979 kam die nächstfolgende ZK-Tagung am 13. und 14. Dezember 1979 zu schnell, um einen Nachfolger zu wählen. So wurde erst im Mai 1980 Horst Dohlus als Vollmitglied ins Politbüro gewählt. Den Altersdurchschnitt beeinflusste diese Veränderung nicht wesentlich, er betrug nun 61,9 Jahre. In der Folgezeit verstarb recht überraschend am 10. April 1981, dem Vorabend des X. SED-Parteitags, der erst 59-jährige Gerhard Grüneberg.
| Name               | Alter | Mitglied seit | Funktion | Anmerkung                    |
| ------------------ | ----- | ------------- | --- | ---------------------------- |
| Hermann Axen       | 64    | 1970          | Sekretär für Internationale Verbindungen, Internationale Politik und Wirtschaft sowie Auslandsinformation beim ZK der SED                                                                  |                              |
| Horst Dohlus       | 54    | 1980          | Sekretär für Parteiorgane, Finanzverwaltung und Parteibetriebe, Verwaltung der Wirtschaftsbetriebe, Leitung der Parteiorganisation, Leitung der BGL beim ZK der SED, Redaktion „Neuer Weg“ | neu ins Politbüro gewählt    |
| Werner Felfe       | 52    | 1976          | 1. Sekretär der SED-Bezirksleitung Halle (Saale) Mitglied des Nationalen Verteidigungsrates                                                                                                |                              |
| Gerhard Grüneberg  | 58    | 1966          | Sekretär für Landwirtschaft beim ZK der SED | am 10. April 1981 verstorben |
| Kurt Hager         | 67    | 1963          | Sekretär für Wissenschaft, Volksbildung und Kultur Mitglied des Staatsrates |                              |
| Joachim Herrmann   | 51    | 1978          | Sekretär für Agitation und befreundete Parteien beim ZK der SED |                              |
| Heinz Hoffmann     | 69    | 1973          | Minister für Nationale Verteidigung der DDR Mitglied des Nationalen Verteidigungsrates |                              |
| Erich Honecker     | 67    | 1958          | Generalsekretär des ZK der SED Sekretär für Sicherheits- und Kaderfragen im ZK der SED Vorsitzender des Nationalen Verteidigungsrates Staatsratsvorsitzender                               |                              |
| Werner Krolikowski | 52    | 1971          | Erster Stellvertreter des Vorsitzenden des Ministerrates Mitglied des Nationalen Verteidigungsrates                                                                                        |                              |
| Erich Mielke       | 73    | 1976          | Minister für Staatssicherheit der DDR Mitglied des Nationalen Verteidigungsrates |                              |
| Günter Mittag      | 53    | 1966          | Sekretär für Bauwesen, Forschung und technische Entwicklung, Gewerkschaften und Sozialpolitik, Grundstoffindustrie beim ZK der SED Mitglied des Staatsrates                                |                              |
| Erich Mückenberger | 69    | 1958          | Vorsitzender der ZPKK |                              |
| Konrad Naumann     | 51    | 1976          | 1. Sekretär der SED-Bezirksleitung Berlin |                              |
| Alfred Neumann     | 70    | 1958          | Erster Stellvertreter des Vorsitzenden des Ministerrates Mitglied des Nationalen Verteidigungsrates                                                                                        |                              |
| Albert Norden      | 75    | 1958          | Sekretär für Auslandsinformation und Befreundete Parteien im ZK der SED Mitglied des Staatsrates Mitglied des Nationalen Verteidigungsrates                                                |                              |
| Horst Sindermann   | 64    | 1967          | Volkskammerpräsident Mitglied des Staatsrates Mitglied des Nationalen Verteidigungsrates                                                                                                   |                              |
| Willi Stoph        | 65    | 1953          | Vorsitzender des Ministerrates Mitglied des Staatsrates Mitglied des Nationalen Verteidigungsrates                                                                                         |                              |
| Harry Tisch        | 53    | 1975          | FDGB-Vorsitzender Mitglied des Staatsrates |                              |
| Paul Verner        | 69    | 1963          | Sekretär für Staats- und Rechtsfragen beim ZK der SED Mitglied des Staatsrates |                              |

## 1981–1986

### Zusammensetzung am 16. April 1981
Der X. Parteitag der SED wählte keine neuen Mitglieder des Politbüros. Auf den plötzlichen Tod von Gerhard Grüneberg konnte nicht mehr reagiert werden. Albert Norden trat aus gesundheitlichen Gründen von seiner Funktion zurück. Somit verkleinerte sich nach Jahren kontinuierlicher Vergrößerung das Politbüro erstmals wieder, auf 17 Funktionäre.
| Name               | Alter | Mitglied seit | Funktion | Anmerkung |
| ------------------ | ----- | ------------- | --- | --------- |
| Hermann Axen       | 65    | 1970          | Sekretär für Internationale Verbindungen, Internationale Politik und Wirtschaft sowie Auslandsinformation beim ZK der SED                                                                |           |
| Horst Dohlus       | 55    | 1980          | Sekretär für Parteiorgane, Finanzverwaltung und Parteibetriebe, Verwaltung der Wirtschaftsbetriebe, Leitung der Parteiorganisation, Leitung der BGL beim ZK der SED, Redaktion Neuer Weg |           |
| Werner Felfe       | 53    | 1976          | Sekretär für Landwirtschaft beim ZK der SED Mitglied des Staatsrates Mitglied des Nationalen Verteidigungsrates                                                                          |           |
| Kurt Hager         | 68    | 1963          | Sekretär für Wissenschaft, Volksbildung und Kultur Mitglied des Staatsrates |           |
| Joachim Herrmann   | 52    | 1978          | Sekretär für Agitation und befreundete Parteien (ab 1979) beim ZK der SED |           |
| Heinz Hoffmann     | 70    | 1973          | Minister für Nationale Verteidigung der DDR Mitglied des Nationalen Verteidigungsrates                                                                                                   |           |
| Erich Honecker     | 68    | 1958          | Generalsekretär des ZK der SED Sekretär für Sicherheits- und Kaderfragen im ZK der SED Vorsitzender des Nationalen Verteidigungsrates Staatsratsvorsitzender                             |           |
| Werner Krolikowski | 53    | 1971          | Erster Stellvertreter des Vorsitzenden des Ministerrates Mitglied des Nationalen Verteidigungsrates                                                                                      |           |
| Erich Mielke       | 73    | 1976          | Minister für Staatssicherheit der DDR Mitglied des Nationalen Verteidigungsrates |           |
| Günter Mittag      | 54    | 1966          | Sekretär für Bauwesen, Forschung und technische Entwicklung, Gewerkschaften und Sozialpolitik, Grundstoffindustrie beim ZK der SED Mitglied des Staatsrates                              |           |
| Erich Mückenberger | 70    | 1958          | Vorsitzender der ZPKK |           |
| Konrad Naumann     | 52    | 1976          | 1. Sekretär der SED-Bezirksleitung Berlin |           |
| Alfred Neumann     | 71    | 1958          | Erster Stellvertreter des Vorsitzenden des Ministerrates Mitglied des Nationalen Verteidigungsrates                                                                                      |           |
| Horst Sindermann   | 65    | 1967          | Volkskammerpräsident Mitglied des Staatsrates Mitglied des Nationalen Verteidigungsrates                                                                                                 |           |
| Willi Stoph        | 66    | 1953          | Vorsitzender des Ministerrates Mitglied des Staatsrates Mitglied des Nationalen Verteidigungsrates                                                                                       |           |
| Harry Tisch        | 54    | 1975          | FDGB-Vorsitzender Mitglied des Staatsrates |           |
| Paul Verner        | 69    | 1963          | Sekretär für Staats- und Rechtsfragen beim ZK der SED Mitglied des Staatsrates |           |

Altersdurchschnitt:  62,73 Jahre

### Zusammensetzung am 24. November 1983
Erstmals wurde im November 1983 mit Egon Krenz ein neues, jüngeres Politbüromitglied gewählt. Mittlerweile waren aber 10 der nun 18 Funktionäre 65 Jahre und älter. Dies zeigte sich auch im Altersschnitt von 63,7 Jahren, dem höchsten, den das Politbüro bis dahin hatte.
| Name               | Alter | Mitglied seit | Funktion | Anmerkung                 |
| ------------------ | ----- | ------------- | --- | ------------------------- |
| Hermann Axen       | 67    | 1970          | Sekretär für Internationale Verbindungen, Internationale Politik und Wirtschaft sowie Auslandsinformation beim ZK der SED                                                                              |                           |
| Horst Dohlus       | 58    | 1980          | Sekretär für Parteiorgane, Finanzverwaltung und Parteibetriebe, Verwaltung der Wirtschaftsbetriebe, Leitung der Parteiorganisation, Leitung der BGL beim ZK der SED, Redaktion „Neuer Weg“             |                           |
| Werner Felfe       | 55    | 1976          | Sekretär für Landwirtschaft beim ZK der SED Mitglied des Staatsrates Mitglied des Nationalen Verteidigungsrates                                                                                        |                           |
| Kurt Hager         | 71    | 1963          | Sekretär für Wissenschaft, Volksbildung und Kultur Mitglied des Staatsrates |                           |
| Joachim Herrmann   | 55    | 1978          | Sekretär für Agitation und befreundete Parteien (ab 1979) beim ZK der SED |                           |
| Heinz Hoffmann     | 72    | 1973          | Minister für Nationale Verteidigung der DDR Mitglied des Nationalen Verteidigungsrates |                           |
| Erich Honecker     | 71    | 1958          | Generalsekretär des ZK der SED Sekretär für Kaderfragen beim ZK der SED Vorsitzender des Nationalen Verteidigungsrates Staatsratsvorsitzender                                                          |                           |
| Egon Krenz         | 46    | 1983          | Sekretär für Sicherheits- sowie Staats- und Rechtsfragen im ZK der SED Mitglied des Staatsrates | neu ins Politbüro gewählt |
| Werner Krolikowski | 55    | 1971          | Erster Stellvertreter des Vorsitzenden des Ministerrates Mitglied des Nationalen Verteidigungsrates |                           |
| Erich Mielke       | 75    | 1976          | Minister für Staatssicherheit der DDR Mitglied des Nationalen Verteidigungsrates |                           |
| Günter Mittag      | 57    | 1966          | Sekretär für Bauwesen, Forschung und technische Entwicklung, Gewerkschaften und Sozialpolitik, Grundstoffindustrie beim ZK der SED Mitglied des Staatsrates Mitglied des Nationalen Verteidigungsrates |                           |
| Erich Mückenberger | 73    | 1958          | Vorsitzender der ZPKK |                           |
| Konrad Naumann     | 54    | 1976          | 1. Sekretär der SED-Bezirksleitung Berlin Mitglied des Staatsrates |                           |
| Alfred Neumann     | 73    | 1958          | Erster Stellvertreter des Vorsitzenden des Ministerrates Mitglied des Nationalen Verteidigungsrates |                           |
| Horst Sindermann   | 68    | 1967          | Volkskammerpräsident Mitglied des Staatsrates Mitglied des Nationalen Verteidigungsrates |                           |
| Willi Stoph        | 69    | 1953          | Vorsitzender des Ministerrates Mitglied des Staatsrates Mitglied des Nationalen Verteidigungsrates |                           |
| Harry Tisch        | 56    | 1975          | FDGB-Vorsitzender Mitglied des Staatsrates |                           |
| Paul Verner        | 72    | 1963          | Sekretär für Finanzverwaltung und Parteibetriebe beim ZK der SED Mitglied des Staatsrates |                           |

### Zusammensetzung am 24. Mai 1984
Auf der nächsten ZK-Tagung im Mai 1984 folgte nochmals ein Versuch, mittels neuer Funktionäre das Politbüro zu verjüngen. Die Mittfünfziger Häber, Jarowinsky, Kleiber und Schabowski wurden Vollmitglieder des Politbüros. Bemerkenswert ist dabei vor allem der Karrieresprung des ZK-Abteilungsleiters Herbert Häber, der ohne Kandidatenzeit sofort Politbüromitglied und ZK-Sekretär wurde. Somit waren nun 12 von mittlerweile 13 ZK-Sekretären gleichzeitig Mitglieder des Politbüros. Die Gesamtzahl der Mitglieder erhöhte sich auf bis dahin nie erreichte 22 Funktionäre. Trotzdem sank das Durchschnittsalter nur auf 62,4 Jahre, da 10 Funktionäre 68 und älter waren.
| Name               | Alter | Mitglied seit | Funktion | Anmerkung                              |
| ------------------ | ----- | ------------- | --- | -------------------------------------- |
| Hermann Axen       | 68    | 1970          | Sekretär für Internationale Verbindungen, Internationale Politik und Wirtschaft sowie Auslandsinformation beim ZK der SED                                                                              |                                        |
| Horst Dohlus       | 58    | 1980          | Sekretär für Parteiorgane, Finanzverwaltung und Parteibetriebe, Verwaltung der Wirtschaftsbetriebe, Leitung der Parteiorganisation, Leitung der BGL beim ZK der SED, Redaktion „Neuer Weg“             |                                        |
| Werner Felfe       | 56    | 1976          | Sekretär für Landwirtschaft beim ZK der SED Mitglied des Staatsrates Mitglied des Nationalen Verteidigungsrates                                                                                        |                                        |
| Kurt Hager         | 71    | 1963          | Sekretär für Wissenschaft, Volksbildung und Kultur Mitglied des Staatsrates |                                        |
| Joachim Herrmann   | 55    | 1978          | Sekretär für Agitation und befreundete Parteien beim ZK der SED |                                        |
| Heinz Hoffmann     | 73    | 1973          | Minister für Nationale Verteidigung der DDR Mitglied des Nationalen Verteidigungsrates |                                        |
| Herbert Häber      | 53    | 1984          | Leiter der Abteilung Internationale Politik und Wirtschaft beim ZK der SED | neu ins Politbüro gewählt              |
| Erich Honecker     | 71    | 1958          | Generalsekretär des ZK der SED Sekretär für Kaderfragen beim ZK der SED Vorsitzender des Nationalen Verteidigungsrates Staatsratsvorsitzender                                                          |                                        |
| Werner Jarowinsky  | 57    | 1984          | Sekretär für Handel, Versorgung und Außenhandel sowie Kirchenfragen beim ZK der SED | neu ins Politbüro gewählt              |
| Günther Kleiber    | 52    | 1984          | Minister für Allgemeinen Maschinen-, Landmaschinen- und Fahrzeugbau Stellvertreter des Vorsitzenden des Ministerrates                                                                                  | neu ins Politbüro gewählt              |
| Egon Krenz         | 47    | 1983          | Sekretär für Sicherheits- sowie Staats- und Rechtsfragen im ZK der SED Mitglied des Staatsrates |                                        |
| Werner Krolikowski | 56    | 1971          | Erster Stellvertreter des Vorsitzenden des Ministerrates Mitglied des Nationalen Verteidigungsrates |                                        |
| Erich Mielke       | 76    | 1976          | Minister für Staatssicherheit der DDR Mitglied des Nationalen Verteidigungsrates |                                        |
| Günter Mittag      | 57    | 1966          | Sekretär für Bauwesen, Forschung und technische Entwicklung, Gewerkschaften und Sozialpolitik, Grundstoffindustrie beim ZK der SED Mitglied des Staatsrates Mitglied des Nationalen Verteidigungsrates |                                        |
| Erich Mückenberger | 73    | 1958          | Vorsitzender der ZPKK |                                        |
| Konrad Naumann     | 55    | 1976          | 1. Sekretär der SED-Bezirksleitung Berlin Mitglied des Staatsrates |                                        |
| Alfred Neumann     | 74    | 1958          | Erster Stellvertreter des Vorsitzenden des Ministerrates Mitglied des Nationalen Verteidigungsrates |                                        |
| Günter Schabowski  | 55    | 1984          | Chefredakteur Neues Deutschland | neu ins Politbüro gewählt              |
| Horst Sindermann   | 68    | 1967          | Volkskammerpräsident Mitglied des Staatsrates Mitglied des Nationalen Verteidigungsrates |                                        |
| Willi Stoph        | 69    | 1953          | Vorsitzender des Ministerrates Mitglied des Staatsrates Mitglied des Nationalen Verteidigungsrates |                                        |
| Harry Tisch        | 57    | 1975          | FDGB-Vorsitzender Mitglied des Staatsrates |                                        |
| Paul Verner        | 73    | 1963          | Sekretär für Finanzverwaltung und Parteibetriebe beim ZK der SED Mitglied des Staatsrates | Rücktritt aus gesundheitlichen Gründen |

### Zusammensetzung am 22. November 1985
Ziemlich genau anderthalb Jahre nach seinem überraschenden Einzug in Politbüro wurde Herbert Häber aus diesem Gremium ausgeschlossen. Gleichzeitig traf es auch Konrad Naumann, dem offiziell eine kritische Rede, inoffiziell aber wohl vor allem sein übermäßiger Alkoholkonsum zum Verhängnis wurde. Dies war nach Zaissers Nichtwiederwahl vor über 30 Jahren die erste offizielle Strafaktion gegen Politbüromitglieder. Da zudem Paul Verner im Verlauf des Jahres 1984 aus gesundheitlichen Gründen zurücktrat, belief sich nun die Zahl der Mitglieder auf 19. Kurz nach der 11. Tagung starb dann auch noch Verteidigungsminister Heinz Hoffmann.
| Name               | Alter | Mitglied seit | Funktion | Anmerkung                      |
| ------------------ | ----- | ------------- | --- | ------------------------------ |
| Hermann Axen       | 69    | 1970          | Sekretär für Internationale Verbindungen, Internationale Politik und Wirtschaft sowie Auslandsinformation beim ZK der SED                                                                              |                                |
| Horst Dohlus       | 60    | 1980          | Sekretär für Parteiorgane, Finanzverwaltung und Parteibetriebe, Verwaltung der Wirtschaftsbetriebe, Leitung der Parteiorganisation, Leitung der BGL beim ZK der SED, Redaktion „Neuer Weg“             |                                |
| Werner Felfe       | 57    | 1976          | Sekretär für Landwirtschaft beim ZK der SED Mitglied des Staatsrates Mitglied des Nationalen Verteidigungsrates                                                                                        |                                |
| Kurt Hager         | 73    | 1963          | Sekretär für Wissenschaft, Volksbildung und Kultur Mitglied des Staatsrates |                                |
| Joachim Herrmann   | 57    | 1978          | Sekretär für Agitation und befreundete Parteien beim ZK der SED |                                |
| Heinz Hoffmann     | 74    | 1973          | Minister für Nationale Verteidigung der DDR Mitglied des Nationalen Verteidigungsrates | am 2. Dezember 1985 verstorben |
| Erich Honecker     | 73    | 1958          | Generalsekretär des ZK der SED Sekretär für Kaderfragen beim ZK der SED Vorsitzender des Nationalen Verteidigungsrates Staatsratsvorsitzender                                                          |                                |
| Werner Jarowinsky  | 58    | 1984          | Sekretär für Handel, Versorgung und Außenhandel sowie Kirchenfragen beim ZK der SED |                                |
| Günther Kleiber    | 54    | 1984          | Minister für Allgemeinen Maschinen-, Landmaschinen- und Fahrzeugbau Stellvertreter des Vorsitzenden des Ministerrates                                                                                  |                                |
| Egon Krenz         | 48    | 1983          | Sekretär für Sicherheits- sowie Staats- und Rechtsfragen im ZK der SED Mitglied des Staatsrates Mitglied des Nationalen Verteidigungsrates                                                             |                                |
| Werner Krolikowski | 57    | 1971          | Erster Stellvertreter des Vorsitzenden des Ministerrates Mitglied des Nationalen Verteidigungsrates |                                |
| Erich Mielke       | 77    | 1976          | Minister für Staatssicherheit der DDR Mitglied des Nationalen Verteidigungsrates |                                |
| Günter Mittag      | 59    | 1966          | Sekretär für Bauwesen, Forschung und technische Entwicklung, Gewerkschaften und Sozialpolitik, Grundstoffindustrie beim ZK der SED Mitglied des Staatsrates Mitglied des Nationalen Verteidigungsrates |                                |
| Erich Mückenberger | 75    | 1958          | Vorsitzender der ZPKK |                                |
| Alfred Neumann     | 75    | 1958          | Erster Stellvertreter des Vorsitzenden des Ministerrates Mitglied des Nationalen Verteidigungsrates |                                |
| Günter Schabowski  | 56    | 1984          | 1. Sekretär der SED-Bezirksleitung Berlin |                                |
| Horst Sindermann   | 70    | 1967          | Volkskammerpräsident Mitglied des Staatsrates Mitglied des Nationalen Verteidigungsrates |                                |
| Willi Stoph        | 71    | 1953          | Vorsitzender des Ministerrates Mitglied des Staatsrates Mitglied des Nationalen Verteidigungsrates |                                |
| Harry Tisch        | 58    | 1975          | FDGB-Vorsitzender Mitglied des Staatsrates |                                |

## 1986–1989

### Zusammensetzung am 21. April 1986
Vom XI. Parteitag 1986 ging personell kaum ein Signal der Erneuerung aus. Zwar wurden auf die 4 vakanten Plätze neue Mitglieder gewählt, aber jüngere und damit vielleicht Reformkräfte kamen nicht zum Zuge. Während an Heinz Keßler als neuem Verteidigungsminister kein Weg vorbeiging, war vor allem die Wahl des schon 66-jährigen Werner Eberlein, nicht zuletzt für ihn selbst, überraschend. Auch die beiden Mittfünfziger und SED-Bezirkschefs Böhme und Lorenz waren nicht unbedingt ein Signal für eine deutliche Verjüngung des Politbürokaders. Somit betrug auch das Durchschnittsalter der nun wieder 22 Funktionäre weiterhin hohe 63,6 Jahre. Allein 8 Mitglieder waren nunmehr 70 und älter.
| Name               | Alter | Mitglied seit | Funktion | Anmerkung                       |
| ------------------ | ----- | ------------- | --- | ------------------------------- |
| Hermann Axen       | 70    | 1970          | Sekretär für Internationale Verbindungen, Internationale Politik und Wirtschaft sowie Auslandsinformation beim ZK der SED                                                                  |                                 |
| Hans-Joachim Böhme | 56    | 1986          | 1. Sekretär der SED-Bezirksleitung Halle (Saale) | neu ins Politbüro gewählt       |
| Horst Dohlus       | 60    | 1980          | Sekretär für Parteiorgane, Finanzverwaltung und Parteibetriebe, Verwaltung der Wirtschaftsbetriebe, Leitung der Parteiorganisation, Leitung der BGL beim ZK der SED, Redaktion „Neuer Weg“ |                                 |
| Werner Eberlein    | 66    | 1986          | 1. Sekretär der SED-Bezirksleitung Magdeburg | neu ins Politbüro gewählt       |
| Werner Felfe       | 58    | 1976          | Sekretär für Landwirtschaft beim ZK der SED Mitglied des Staatsrates Mitglied des Nationalen Verteidigungsrates                                                                            | am 7. September 1988 verstorben |
| Kurt Hager         | 73    | 1963          | Sekretär für Wissenschaft, Volksbildung und Kultur Mitglied des Staatsrates |                                 |
| Joachim Herrmann   | 57    | 1978          | Sekretär für Agitation und befreundete Parteien beim ZK der SED |                                 |
| Erich Honecker     | 74    | 1958          | Generalsekretär des ZK der SED Sekretär für Kaderfragen beim ZK der SED Vorsitzender des Nationalen Verteidigungsrates Staatsratsvorsitzender                                              |                                 |
| Werner Jarowinsky  | 58    | 1984          | Sekretär für Handel, Versorgung und Außenhandel sowie Kirchenfragen beim ZK der SED |                                 |
| Heinz Keßler       | 66    | 1986          | Minister für Nationale Verteidigung der DDR Mitglied des Nationalen Verteidigungsrates | neu ins Politbüro gewählt       |
| Günther Kleiber    | 54    | 1984          | Ständiger Vertreter der DDR beim RGW Stellvertreter des Vorsitzenden des Ministerrates |                                 |
| Egon Krenz         | 49    | 1983          | Sekretär für Sicherheits- sowie Staats- und Rechtsfragen im ZK der SED Mitglied des Staatsrates Mitglied des Nationalen Verteidigungsrates                                                 |                                 |
| Werner Krolikowski | 58    | 1971          | Erster Stellvertreter des Vorsitzenden des Ministerrates (1976–1988), seit 1988 ZK-Sekretär für Landwirtschaft, Mitglied des Staatsrates Mitglied des Nationalen Verteidigungsrates        |                                 |
| Siegfried Lorenz   | 55    | 1986          | 1. Sekretär der SED-Bezirksleitung Karl-Marx-Stadt | neu ins Politbüro gewählt       |
| Erich Mielke       | 78    | 1976          | Minister für Staatssicherheit der DDR Mitglied des Nationalen Verteidigungsrates |                                 |
| Günter Mittag      | 59    | 1966          | Sekretär für Bauwesen, Forschung und technische Entwicklung, Gewerkschaften und Sozialpolitik, Grundstoffindustrie beim ZK der SED, Mitglied des Nationalen Verteidigungsrates             |                                 |
| Erich Mückenberger | 75    | 1958          | Vorsitzender der ZPKK |                                 |
| Alfred Neumann     | 76    | 1958          | Erster Stellvertreter des Vorsitzenden des Ministerrates Mitglied des Nationalen Verteidigungsrates                                                                                        |                                 |
| Günter Schabowski  | 57    | 1984          | 1. Sekretär der SED-Bezirksleitung Berlin |                                 |
| Horst Sindermann   | 70    | 1967          | Volkskammerpräsident Mitglied des Staatsrates Mitglied des Nationalen Verteidigungsrates                                                                                                   |                                 |
| Willi Stoph        | 71    | 1953          | Vorsitzender des Ministerrates Mitglied des Staatsrates Mitglied des Nationalen Verteidigungsrates                                                                                         |                                 |
| Harry Tisch        | 59    | 1975          | FDGB-Vorsitzender Mitglied des Staatsrates |                                 |

### Zusammensetzung am 18. Oktober 1989
Im Zuge der Wende ab September 1989 gärte es nun auch in der Parteiführung. Somit reichte der kranke Erich Honecker offiziell seinen Rücktritt ein. Der allmächtige Wirtschaftslenker Mittag und der Chefagitator Herrmann wurden offiziell abberufen. Das jüngste Politbüromitglied, Egon Krenz, der schon länger als Honeckers Nachfolger gesehen wurde, wählte man zum neuen Generalsekretär des ZK. Neue Politbüromitglieder wurden zunächst nicht gewählt, der große, vermeintliche Umschwung ließ auf sich warten. Da Werner Felfe im September 1988 verstorben war, verblieben nunmehr 18 Politbüromitglieder.
| Name               | Alter | Mitglied seit | Funktion | Anmerkung |
| ------------------ | ----- | ------------- | --- | --------- |
| Hermann Axen       | 73    | 1970          | Sekretär für Internationale Verbindungen, Internationale Politik und Wirtschaft sowie Auslandsinformation beim ZK der SED                                                                           |           |
| Hans-Joachim Böhme | 59    | 1986          | 1. Sekretär der SED-Bezirksleitung Halle (Saale) |           |
| Horst Dohlus       | 64    | 1980          | Sekretär für Parteiorgane, Finanzverwaltung und Parteibetriebe, Verwaltung der Wirtschaftsbetriebe, Leitung der Parteiorganisation, Leitung der BGL beim ZK der SED, Redaktion Neuer Weg            |           |
| Werner Eberlein    | 69    | 1986          | 1. Sekretär der SED-Bezirksleitung Magdeburg Mitglied des Nationalen Verteidigungsrates |           |
| Kurt Hager         | 77    | 1963          | Sekretär für Wissenschaft, Volksbildung und Kultur Mitglied des Staatsrates |           |
| Werner Jarowinsky  | 62    | 1984          | Sekretär für Handel, Versorgung und Außenhandel sowie Kirchenfragen beim ZK der SED |           |
| Heinz Keßler       | 69    | 1986          | Minister für nationale Verteidigung der DDR Mitglied des Nationalen Verteidigungsrates |           |
| Günther Kleiber    | 58    | 1984          | Erster Stellvertreter des Vorsitzenden des Ministerrates Mitglied des Nationalen Verteidigungsrates                                                                                                 |           |
| Egon Krenz         | 52    | 1983          | Generalsekretär des ZK der SED Sekretär für Sicherheits- sowie Staats- und Rechtsfragen im ZK der SED Mitglied des Staatsrates (ab 24. Oktober 1989 durch die Volkskammer zum Vorsitzenden gewählt) |           |
| Werner Krolikowski | 61    | 1971          | Sekretär für Landwirtschaft Mitglied des Staatsrates Mitglied des Nationalen Verteidigungsrates |           |
| Siegfried Lorenz   | 58    | 1986          | 1. Sekretär der SED-Bezirksleitung Karl-Marx-Stadt |           |
| Erich Mielke       | 81    | 1976          | Minister für Staatssicherheit der DDR Mitglied des Nationalen Verteidigungsrates |           |
| Erich Mückenberger | 79    | 1958          | Vorsitzender der ZPKK |           |
| Alfred Neumann     | 79    | 1958          | Erster Stellvertreter des Vorsitzenden des Ministerrates Mitglied des Nationalen Verteidigungsrates                                                                                                 |           |
| Günter Schabowski  | 60    | 1984          | 1. Sekretär der SED-Bezirksleitung Berlin |           |
| Horst Sindermann   | 74    | 1967          | Volkskammerpräsident Mitglied des Staatsrates Mitglied des Nationalen Verteidigungsrates |           |
| Willi Stoph        | 75    | 1953          | Vorsitzender des Ministerrates Mitglied des Staatsrates Mitglied des Nationalen Verteidigungsrates                                                                                                  |           |
| Harry Tisch        | 62    | 1975          | FDGB-Vorsitzender Mitglied des Staatsrates |           |

### Zusammensetzung nach der 10. Tagung des ZK nach dem XI. Parteitag der SED vom 8. bis zum 10. November 1989
Die vorletzte ZK-Tagung begann einen Tag nach dem geschlossenen Rücktritt des Ministerrates. Die Politbüromitglieder  Horst Dohlus (64), Werner Krolikowski (61), Willi Stoph (75), Alfred Neumann (79), Erich Mückenberger (79), Hermann Axen (73), Kurt Hager (77), Horst Sindermann (74), Erich Mielke (82), Harry Tisch (62) und Günther Kleiber (58) mit einem Durchschnittsalter von 71,3 Jahren traten zu Beginn der Tagung ebenfalls zurück. Die verbliebenen 7 Mitglieder stellten sich erneut zur Wahl und wurden auch gewählt, doch musste der Hallenser Parteichef Böhme noch während der ZK-Tagung von seinem Amt zurücktreten. Neu ins Politbüro gewählt wurden der Dresdener SED-Bezirkschef und Hoffnungsträger Hans Modrow, Wolfgang Herger, Wolfgang Rauchfuß und der bereits 68-jährige Wirtschaftsexperte Gerhard Schürer (zuvor bereits seit 1973 Kandidat des Politbüros). Nach dem Rücktritt Böhmes verblieben somit 10 Mitglieder. Somit belief sich auch das Durchschnittsalter des neuen Politbüros auf 60,8 Jahre. In Anerkennung der politischen Realitäten trat das Politbüro jedoch nicht einmal einem Monat später, am 3. Dezember 1989 im Rahmen der 12. und letzten ZK-Tagung, geschlossen zurück.
| Name               | Alter | Mitglied seit | Funktion | Anmerkung                 |
| ------------------ | ----- | ------------- | --- | ------------------------- |
| Hans-Joachim Böhme | 59    | 1986          | 1. Sekretär der SED-Bezirksleitung Halle (Saale)                                                                                         |                           |
| Werner Eberlein    | 69    | 1986          | 1. Sekretär der SED-Bezirksleitung Magdeburg Mitglied des Nationalen Verteidigungsrates                                                  |                           |
| Wolfgang Herger    | 54    | 1989          | Sekretär für Sicherheitsfragen im ZK der SED Mitglied des Nationalen Verteidigungsrates                                                  | neu ins Politbüro gewählt |
| Werner Jarowinsky  | 62    | 1984          | Sekretär für Handel, Versorgung und Außenhandel sowie Kirchenfragen beim ZK der SED Vorsitzender der Fraktion der SED in der Volkskammer |                           |
| Heinz Keßler       | 69    | 1986          | Minister für Nationale Verteidigung der DDR Mitglied des Nationalen Verteidigungsrates                                                   |                           |
| Egon Krenz         | 52    | 1983          | Generalsekretär des ZK der SED Vorsitzender des Nationalen Verteidigungsrates der DDR Staatsratsvorsitzender der DDR                     |                           |
| Siegfried Lorenz   | 58    | 1986          | 1. Sekretär der SED-Bezirksleitung Karl-Marx-Stadt                                                                                       |                           |
| Hans Modrow        | 61    | 1989          | 1. Sekretär der SED-Bezirksleitung Dresden                                                                                               | neu ins Politbüro gewählt |
| Wolfgang Rauchfuß  | 57    | 1989          | Stellvertreter des Vorsitzendes des Ministerrates der DDR Minister für Materialwirtschaft der DDR                                        | neu ins Politbüro gewählt |
| Günter Schabowski  | 60    | 1984          | 1. Sekretär der SED-Bezirksleitung Berlin Sekretär für Informationswesen beim ZK der SED                                                 |                           |
| Gerhard Schürer    | 68    | 1989          | Stellvertreter des Vorsitzenden des Ministerrates der DDR Vorsitzender der Staatlichen Plankommission                                    | neu ins Politbüro gewählt |

## Anmerkung
1. ↑  Offizielle Funktion noch in den Oktobertagen, ob diese am 10. November 1989 noch bestand, konnte noch nicht verifiziert werden.